# Destination San Remo
Pour plus de détails, voir Fiche technique et Distribution.
Destination San Remo (Destinazione Sanremo) est une comédie musicale italienne de Domenico Paolella sortie en 1959.
Il s'agit d'une sorte de suite à un autre musicarello de 1956 tourné par Paolella - un réalisateur habitué du genre - Sanremo canta. Il met en vedette une foule d'acteurs (acteurs principaux et acteurs de caractère) et de chanteurs en vogue à la fin des années 1950 et au début des années 1960. Le film était en fait un prétexte pour faire connaître le festival de la chanson italienne de Sanremo.

## Synopsis
Le dictionnaire encyclopédique du cinéma Il Morandini définit le film comme étant presque un documentaire d'époque, racontant le voyage d'un groupe d'amateurs de musique pop se rendant à Sanremo pour assister au Festival de la chanson dans un train qui reste bloqué dans une petite station de montagne à cause d'une avalanche.
Ils se contentent de suivre le spectacle télévisé, qui en est à sa neuvième édition, celle de 1959, remporté par Domenico Modugno avec Piove (ciao ciao bambina), à travers la télévision (qui n'avait vu le jour en Italie que quelques années plus tôt, en 1954). Le matériel filmé lors de l'édition de cette année-là a ensuite été monté dans le film.
Le fil conducteur du film se greffe sur l'histoire d'amour entre Tonino (Gabriele Tinti) — neveu du chef de gare (Tino Scotti) — et Anna (Yvonne Monlaur), une jeune voyageuse du train en panne. Lorsque le train reprendra sa course, le jeune homme accompagnera sa femme morose tandis que son oncle chef de gare aura une liaison avec une veuve d'un certain âge jouée par l'expérimentée Pina Renzi,.

## Fiche technique
- Titre original italien : Destinazione Sanremo[4]
- Titre français : Destination San Remo[5]
- Réalisateur : Domenico Paolella
- Scénario : Edoardo Anton, Marcello Ciorciolini, Marcello Fondato, Carlo Infascelli
- Photographie : Massimo Dallamano
- Montage : Mario Sansoni
- Musique : Carlo Rustichelli
- Décors : Beni Montresor
- Production : Carlo Infascelli
- Sociétés de production : Musicalcine, DAFNe (Distribuzione Associata Films Nazionali ed Este)
- Pays de production :  Italie
- Langue originale : italien
- Format : Noir et blanc
- Durée : 91 minutes
- Genre : Comédie musicale
- Dates de sortie :
  - Italie : 16 avril 1959
  - France : 1960[5]

## Distribution
- Yvonne Monlaur : Anna
- Gabriele Tinti : Tonino
- Tino Scotti : Chef de gare
- Pina Renzi : La veuve expérimentée
- Alberto Talegalli : Sœur Amerigo
- Dolores Palumbo : Cleopatra
- Gisella Sofio : Rosetta
- Mario Ambrosino
- Renato Terra
- Peppino De Martino
- Mario De Simone
- Dario Michaelis (sous le nom de « Dario Micheli »)
- Rina Mascetti